# Santi mirobliti
I santi mirobliti (dal greco μυροβλύτης, formato da μύρον e da βλύζω) sono santi il cui corpo emana una fragranza gradevole e lascia colare un olio dalle proprietà miracolose.

## Storia
L'olio dei santi, noto anche come manna dei santi, è "un liquido aromatico con proprietà curative" o "acqua santa (molto simile alla mirra)" che "si dice sia defluito, o fluisca ancora, dalle reliquie o dai luoghi di sepoltura" di alcuni santi cristiani, noti come mirobliti (singolare miroblita, dal greco bizantino μυροβλύτης (traslitterato muroblútēs), "emanatore di mirra". L'essudato si chiama miroblisia' (dal greco μυροβλυσία, (traslitterato muroblusía) o miroblitismo. Nella Chiesa ortodossa, alcune icone si crede essudino olio.
Secondo Michael Ott, il termine si riferisce anche all'"olio presente nelle lampade che bruciano davanti ai santuari dei santi", all'"acqua che sgorga dai pozzi vicino ai loro luoghi di sepoltura", o all'"olio e all'acqua che siano entrati in contatto con le loro reliquie".

## Uso dell'olio
Secondo Michael Ott:
(Michael Ott)

## Alcuni santi mirobliti
- San Demetrio[3]
- San Nilo di Kynouria[3]
- Barbarus, l'ex ladro[3]
- San Simone Miroblita
- Santa Valpurga: "Tra gli olii di santi è famoso quello di Santa Valburga (Walburgis oleum). Scorre dalla lastra di pietra e dalla piastra metallica su cui poggiano le reliquie di Santa Valburga nella sua chiesa di Eichstätt in Baviera. Il fluido viene raccolto in una coppa d'argento, posta sotto la lastra e distribuito tra i fedeli in piccole fiale dalle suore di San Benedetto, a cui appartiene la chiesa. Un'analisi chimica ha dimostrato che il fluido non è nient'altro che acqua. Sebbene l'origine del fluido sia probabilmente dovuta a cause naturali, il fatto che sia venuto in contatto con le reliquie della santa giustifica la pratica di usarlo come rimedio contro le malattie del corpo e dell'anima. Menzione dell'olio di Santa Valburga viene fatta già nel IX secolo dal suo biografo Wolfhard di Herrieden (Acta Sanctorum, febbraio III, 562-3 e "Mon. Germ. Script., "XV, 535 sq.)."[5]
- San Mena: "Negli anni 1905-1908, migliaia di boccette con la scritta: EULOGIA TOU AGIOU MENA (Memoria di San Mena), o simili, vennero trovate sottoterra da C.M. Kaufmann a Baumma (Karm Abum) nel deserto di Mareotis, nella parte settentrionale del deserto libico. L'attuale Bumma è il luogo di sepoltura del martire libico Mena, che durante il V o forse il VI secolo fu uno dei luoghi di pellegrinaggio più famosi nel mondo cristiano. Le fiasche di San Mena erano note da molto tempo agli archeologi, essendo state trovate non solo in Africa, ma anche in Spagna, Italia, Dalmazia, Francia e Russia, dove erano state portate da pellegrini dal santuario di Mena. Fino alle scoperte di Kaufmann tuttavia, si supponeva che le boccette contenessero olio proveniente dalle lampade bruciate nel sepolcro di Mena. Da varie iscrizioni sulle boccette, che furono scavate da Kaufmann, è certo che almeno alcune, se non tutte, contenevano acqua di un pozzo santo vicino alla tomba di San Mena, e venivano date in ricordo ai pellegrini. Il cosiddetto olio di San Mena era quindi in realtà l'acqua del suo pozzo santo, che veniva usata come rimedio contro i disturbi fisici e spirituali".[5]
- San Nicola di Myra: "Si dice che un fluido venga emanato dalle reliquie di Nicola di Mira conservate a Bari dal 1087. Si dice anche che dalle sue reliquie sia fluito quando esse erano ancora a Myra."[5]
- San Giovanni evangelista (secondo Gregorio di Tours)[5][7]
- Sant'Andrea (secondo Gregorio di Tours)[7]
- Sant'Antipa, vescovo di Pergamo, martirizzato sotto l'imperatore Domiziano (Acta Sanctorum,  " April, II, 4);[5]
- San Baboleno, abate di St-Maur-des-Fossés, vicino a Parigi, morto nel VII secolo (Acta Sanctorum,  June, VII, 160);[5]
- Santa Candida di Napoli la Giovane,[8] m. 586 (Acta Sanctorum,  Sept., II, 230);[5]
- San Charbel, santo libanese;
- San Demetrio di Tessalonica, martirizzato nel 306 o 290 (Acta Sanctorum,  Oct., IV, 73-8);[5]
- Sant'Eligio, vescovo di Noyon-Tournai, m. nel 660 o poco dopo (Surius, De probatis sanctorum historiis, VI, 678);[5]
- Sant'Eutimio il Grande, abate in Palestina, m. 473 (Acta Sanctorum,  Jan., II, 687);[5]
- San Fantino, confessore, a Taurianova in Calabria, m. sotto Costantino I (Acta Sanctorum, July, V, 556);[5]
- San Felice di Nola, presbitero, morto intorno al 260 (Acta Sanctorum,  Jan., II, 223);[5]
- Santa Franca, badessa cistercense, m. 1218 (Acta Sanctorum,  April, III, 393-4);[5]
- Santa Glyceria o Gliceria, martirizzata nel 177 durante il regno di Marco Aurelio (Acta Sanctorum,  May, III, 191);[5]
- San Giovanni elemosiniere, patriarca di Alessandria, m. 620 o 616 (Acta Sanctorum,  Jan., III, 130-1);[5]
- San John di Beverley, arcivescovo di York, m. 721 (Acta Sanctorum,  May, II, 192);[5]
- San Luca il Giovane, soprannominato Taumaturgo, eremita a Corinto, m. 945-946 (Acta Sanctorum,  Feb., II, 99);[5][9]
- San Paphnutius, vescovo e martire in Grecia, m. probabilmente nel IV secolo (Acta Sanctorum,  April, II, 620);[5]
- San Paolo di Verdun, vescovo di Verdun, m. 648 (Acta Sanctorum,  Feb., II, 174);[5]
- San Perpetuo, vescovo di Maastricht, m. 630 (Acta Sanctorum,  Nov., II, 295);[5]
- San Pietro González, domenicano, m. 1246 (Acta Sanctorum,  April, II, 393);[5]
- San Pietro Taumaturgo, vescovo di Argo, m. intorno all'890 (Acta Sanctorum,  May, I, 432);[5]
- Santa Rolendis, vergine, a Gerpinnes in Belgio, m. nel VII o VIII secolo (Acta Sanctorum,  May, III, 243);[5]
- San Reveriano, vescovo di Autun e compagni, martirizzato intorno al 273 (Acta Sanctorum, June, I, 40-1);[5]
- San Sabino, vescovo di Canosa, m. intorno al 566 (Acta Sanctorum,  Feb., II, 329);[5]
- Santa Sigolena, badessa di Troclar, m. intorno al 700 (Acta Sanctorum,  July, V, 636);[5]
- San Tillo Paulus, monaco benedettino a Solignac nell'Alta Vienne, m. 703 (Acta Sanctorum,  Jan., I, 380);[5]
- San Venerio, eremita sull'isola del Tino, nel golfo di Genova, m. nel 630 (Acta Sanctorum,  Sept., IV, 118);[5]
- San William, arcivescovo di York, m. 1154 (Acta Sanctorum,  June, II, 140).[5]"
- San Nicandro martire di Venafro, Isernia
- Santa Rita da Cascia

## Olio di Santa Filomena
A Mugnano del Cardinale, il 26 agosto 1805, una donna del luogo prese dalla lampada che bruciava di fronte al sacro corpo di Santa Filomena dell'olio e con esso unse gli occhi del suo figlio cieco e si narra che al bambino fosse ritornata la vista. Ogni anno, nel santuario di Santa Filomena, l'olio viene benedetto dal vescovo e distribuito ai fedeli. L'olio di Santa Filomena ha lo status di sacramentale e di solito i devoti vengono unti sulla fronte da un prete o da un laico.